# Madrid Fashion Film Festival
Madrid Fashion Film Festival (MadridFFF) es el primer certamen cinematográfico y de moda que se celebra en España. La primera y segunda edición tuvieron lugar en otoño y sus sedes fueron el Centro Cultural Matadero de Madrid y CentroCentro Cibeles. La tercera edición se celebró entre mayo y junio de 2016 y tuvo sede en el centro cultural Cuartel del Conde-Duque.
MadridFFF surge para cubrir la necesidad de dar a conocer este nuevo género audiovisual al gran público y dar cabida institucional a las numerosas producciones de fashion films que se generan cada año y tienen como ventana de exhibición natural internet.

## Historia
El festival tiene como punto de partida las nuevas tendencias audiovisuales generadas dentro del mundo de la moda. Este nuevo y diferente acercamiento al cine originado dentro de plataformas de moda y arte como ShowStudio, Nowness y The Creators Project generan y expanden el concepto de fashion film.
El festival reúne y exhibe este tipo de piezas que se encuentran a medio camino entre el videoarte, el cortometraje, el anuncio y el videoclip. El evento se completa con talleres y mesas redondas donde profesionales multidisciplinares aportan su visión sobre los nuevos géneros de la industria de la moda y el modo en el que diferentes artes se hibridan.
Madrid Fashion Film Festival ayuda a definir la naturaleza de los fashion films como género cinematográfico y al mismo tiempo funciona como punto de encuentro para profesionales y nuevos realizadores de distintos ámbitos pero con las mismas inquietudes. Un escaparate para nuevas tendencias de comunicación y moda que al mismo tiempo ayudase a institucionalizar un contenido que se creaba originariamente para internet.
Madrid reunía la infraestructura y la demanda necesaria para crear un festival de fashion films.  La primera edición tuvo lugar entre el 28 de octubre y el 3 de noviembre de 2013 en la Cineteca del Centro Cultural Matadero De Madrid. En la segunda edición el Ayuntamiento catalogó el evento como actividad de interés cultural para la capital. Se valoraron espacios más céntricos y con mayor aforo para finalmente escoger CentroCentro Cibeles como nueva sede oficial.
La tercera edición se celebró en el centro cultural Cuartel del Conde Duque entre el 30 de mayo y el 2 de junio de 2016. Esta edición se celebró en colaboración con el grupo Condé Nast España, que también presentó diferentes mesas redondas con sus cabeceras principales para debatir en torno a la irrupción de este nuevo formato en el mundo de la moda.

### Colaboraciones con otros festivales
Madrid Fashion Film Festival ha establecido colaboraciones internacionales con otros festivales de fashion films.

## Premios y Categorías
Existen dos categorías principales dentro de MadridFFF, una para profesionales del sector y otra para talentos emergentes y realizadores noveles. Además de estas dos modalidades a concurso, se realizan exhibiciones fuera de competición que incluyen tanto fashion films como cine documental relacionado con la moda. En la primera edición se exhibió el documental
Elio Berhanyer, maestro del diseño y en la segunda edición se acogió el estreno de Advanced Style.

### Professional Awards
Sección abierta a profesionales del mundo de la imagen en la que se conceden diferentes galardones divididos por categorías. En la segunda edición, gracias a la colaboración con el grupo editorial Condé Nast, se concedió un galardón al mejor autor de fashion films comerciales.
- Best Fashion Film.
- Premio del Jurado al mejor fashion film nacional.
- Best Photography.
- Best Art Direction.
- Best Performance.
- Best Branded fashion film by Condé Nast.

### New Talent Awards
Sección abierta a jóvenes talentos y nuevos realizadores. La categoría se amplió en la segunda edición gracias al H&M Award for Best Creative Concept by a New Talent, donde un equipo conjunto de H&M y MadridFFF realizó un concurso para elegir a la mejor idea creativa para la realización de un proyecto audiovisual.
- Best Fashion Film by New Talent.
- H&M Award for Best Creative Concept by New Talent.

## Ediciones

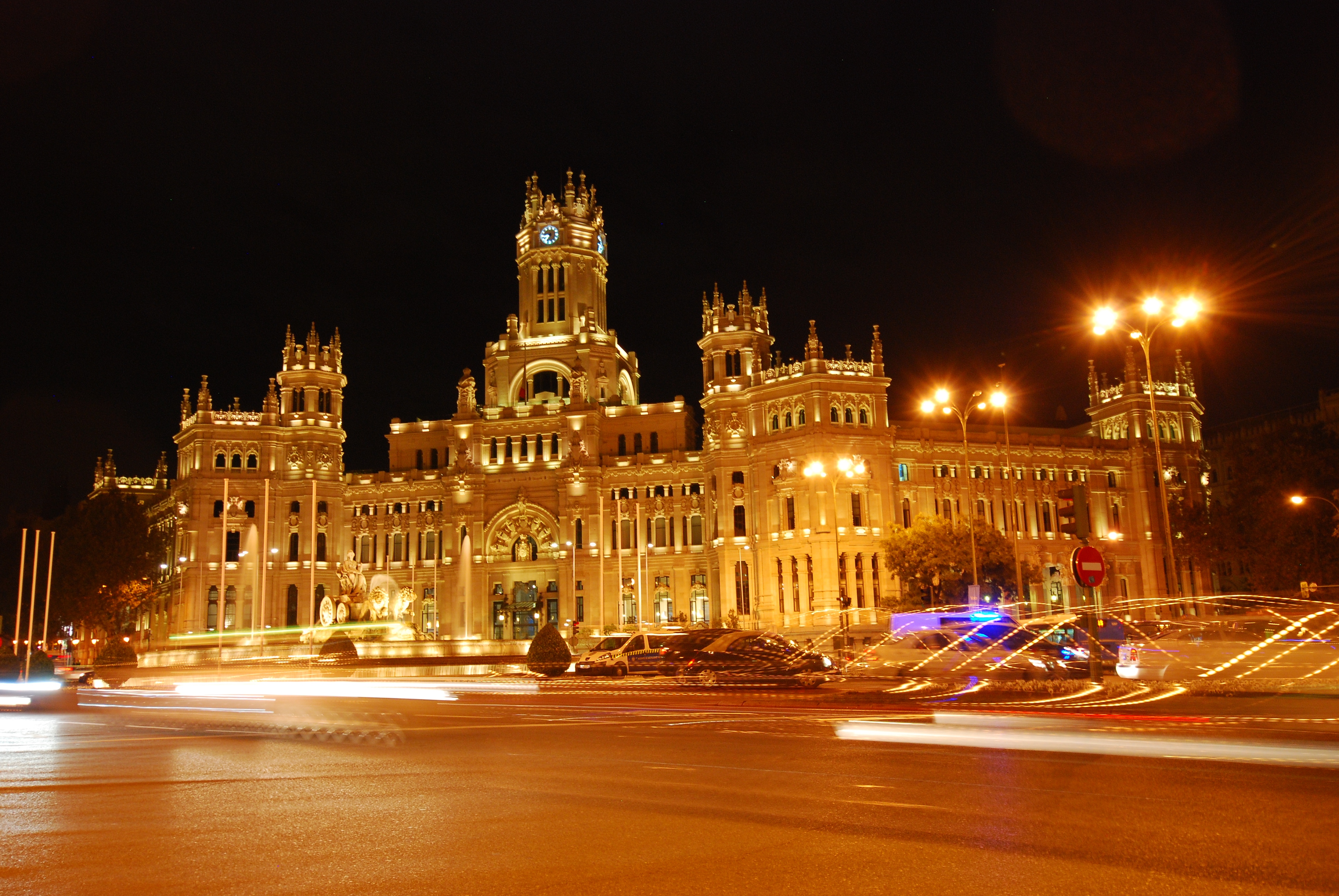
Palacio de Comunicaciones, sede de la segunda edición de MadridFFF.

### Primera Edición
La primera edición de Madrid Fashion Film Festival se celebró del 28 de octubre al 3 de noviembre de 2013 en el Centro Cultural Matadero de Madrid.

#### Jurado
- David Delfín, diseñador.
- Empar Prieto, directora de S Moda.
- Eugenia de la Torriente, directora de Harper's Bazaar España.
- Eugenio Recuenco, fotógrafo y realizador.
- Laura Ponte, modelo y diseñadora de joyas.
- Manolo Moreno, director creativo.
- Rodrigo Cortés, director de cine.
- Rossy de Palma, actriz y modelo.

#### Premiados
- Best Fashion Film: Hors D'Ouvre de Monica Menez.
- Best Photography: Don't be Cruel de Diana Kunst.
- Best Art Direction: Hors D'Ouvre de Monica Menez.
- Best Branded Fashion Film: Vera de Rustam Ilyasov.
- Best Performance: Escape from Mondays de Diego Hurtado.
- Best Editorial Fashion Film: Volcano de Luca Finotti.
- Mejor Fashion Film Nacional: Don't be cruel de Diana Kunst.
- Best New Talent: La otra por sí misma de Julia Martos.

### Segunda Edición
La segunda edición de Madrid Fashion Film Festival se celebró del 3 al 6 de noviembre de 2014 en el CentroCentro Cibeles.

#### Jurado
- Carmen March, directora creativa de Pedro del Hierro.
- Debra Smith, directora de nuevos proyectos en Condé Nast.
- Donald Schneider, director creativo de H&M.
- Elena Ochoa-Foster, comisaria de arte contemporáneo.
- Eugenio Recuenco, fotógrafo y realizador.
- Isabel Coixet, directora de cine.
- Juan García Escudero, director creativo de Leo Burnett Iberia.
- Laura Ponte, modelo y diseñadora de joyas.
- Rossy de Palma, actriz y modelo.
- Ruth Hogben, cineasta y fotógrafa.

#### Premiados
- Best Fashion Film: Aspirational de Matthew Frost.
- Best Photography: Dreamers de Santiago & Mauricio.
- Best Art Direction: The Sound of COS de Lernet & Sander.
- Best Branded Fashion Film Auteur by Condé Nast: Bruno Aveillan.
- Best Performance: Kirsten Dunst por Aspirational de Matthew Frost.
- Mejor Fashion Film Nacional: Créme Caramel de Canadá.
- Best New Talent: Missing Tiger de David Zimmermann.
- H&M Award Best Creative Concept by New Talent: H&M Challenge de Javiera Huidobro.

### Tercera Edición
La tercera edición de Madrid Fashion Film Festival se celebró del 30 de mayo al 2 de junio de 2015 en el Centro Cultural Conde Duque.

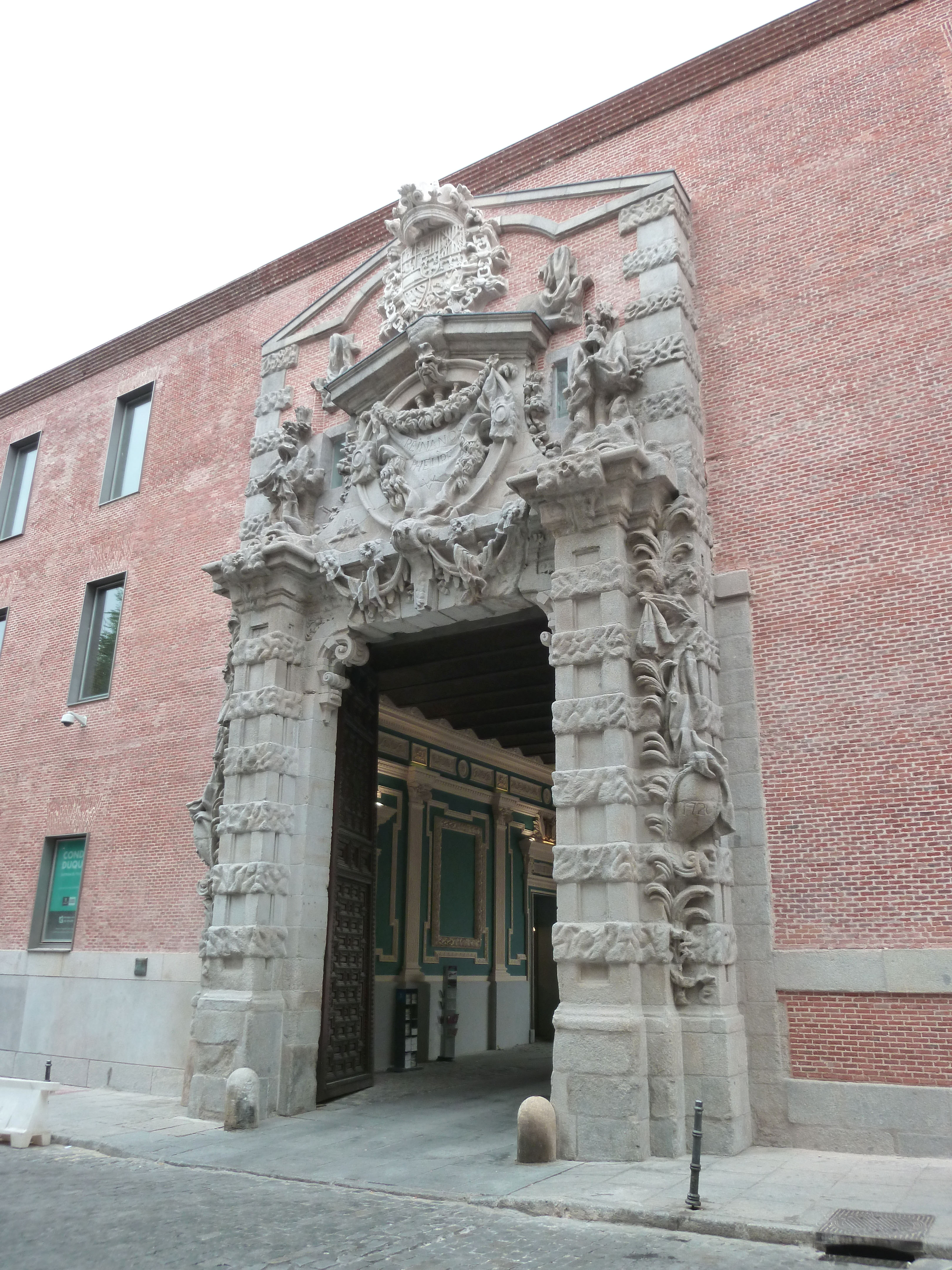
Cuartel del Conde Duque, sede de la tercera edición de MadridFFF.

#### Jurado
- Paz Vega, actriz.
- Rossy de Palma, actriz y modelo.
- Ruth Hogben, cineasta y fotógrafa.
- Paco Delgado, figurinista.
- Alba Galocha, actriz y modelo.
- Felix Sabroso, cineasta.
- Simon de Santiago, productor y con-fundador de Mod Producciones.
- Leticia Dolera, actriz y directora de cine.
- Jean-Philippe Delhomme, pintor e ilustrador.
- Andy Lee, académico en London College of Fashion.
- Laura Ponte, modelo y diseñadora de joyas.

#### Premiados
- Best Fashion Film: The Silent Conversation de William Williamson.
- Best Photography: Clubland de Santiago & Mauricio.
- Best Art Direction: Our family knows glasses" de Dean Alexander.
- Best Script: A fistful of wolves" de Danny Sangra.
- Best Performance: Jon Kortajarena por Thirty-Six hours de Kristell Chenut & Vincent Lacroq.
- Mejor Fashion Film Nacional: High Tide de Alber Moya.
- Best New Talent: Mayfly de Femke Huurdeman.
- Condé Nast Award: Fashion to be free de David Delfín.